# Avèna
Avèna (en francès Avène) és un municipi occità del Llenguadoc, situat al departament de l'Erau i a la regió d'Occitània.
Avèna està situada ens el cantons nauts d'Erau, dins l'alta vall d'Òrb prop del departament d'Avairon. El poble fa part dels tres vilatges termals de l'Erau, juntament amb Los Banhs de Balaruc e l'Amalon,

## Monuments

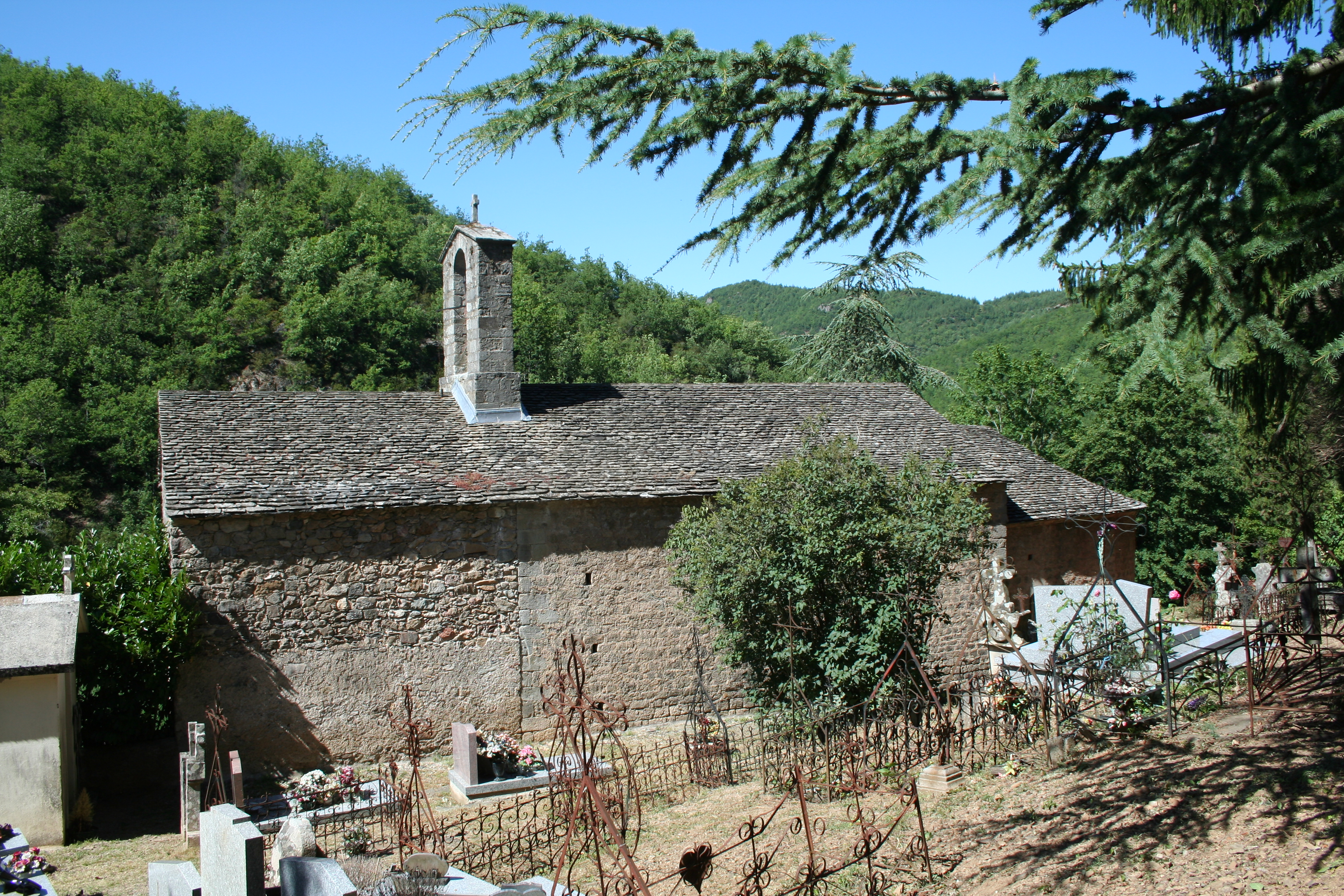
Saint-André-de-Rieussec

- Església romànica de Sant-André-de-Rieussec (segle xii)
- Església de Saint-Pierre de Rouvignac (segle xii).
- Església de Sainte-Marie de Vinas (segle xii).
- Església de Saint-Antoine de Serviès (1715).
- Església de Saint-Pierre de Rouvignac (segle xii).
- Església de Saint-Barthélémy (1135).
- Església de Truscas (segle xix).
- Església de Saint-Martin d'Avène (moderna).
- Església del Coural (moderna)

## Demografia

Població 1962-2008